# Католицизм в Финляндии

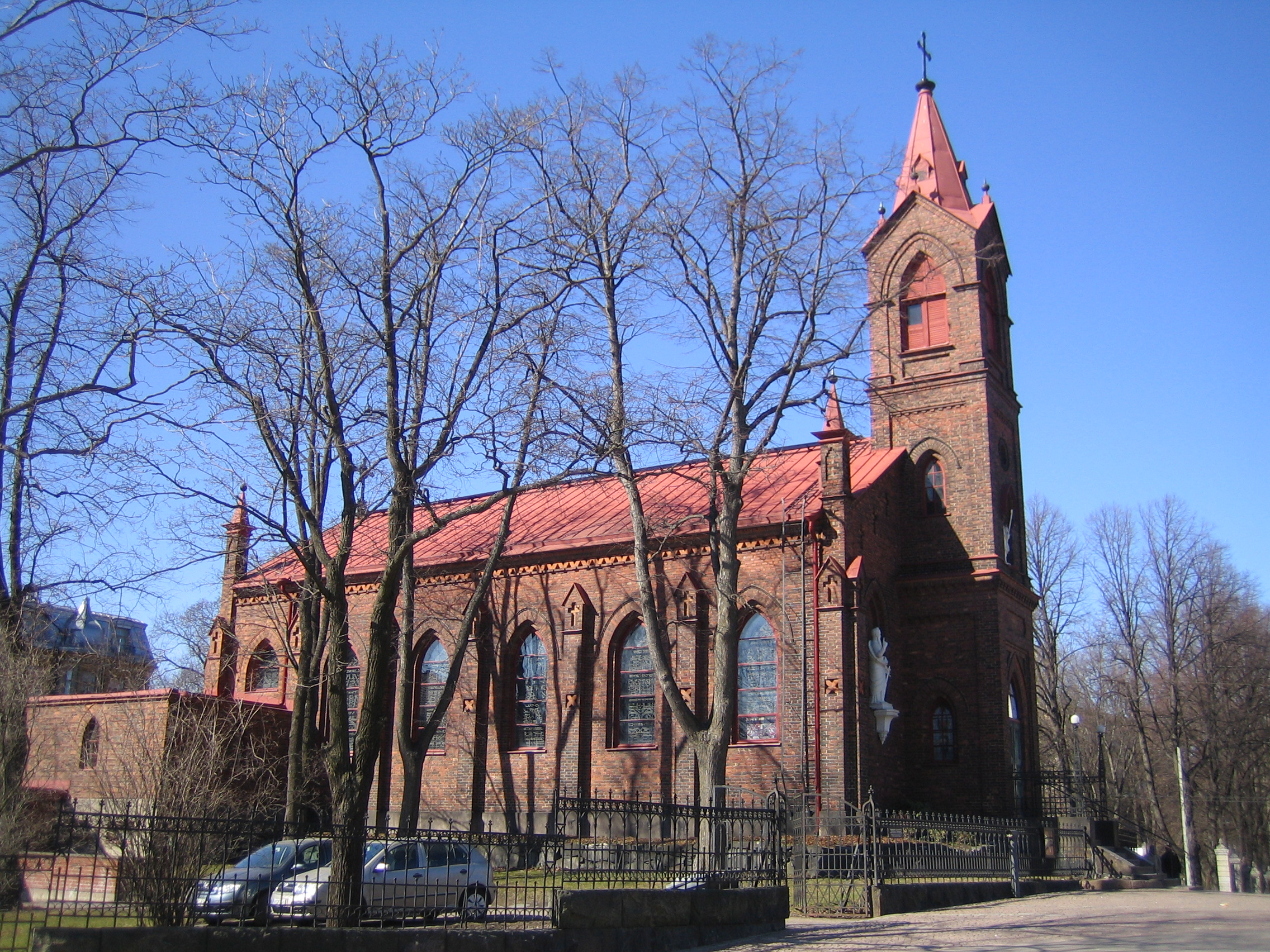
Кафедральный собор Святого Генриха в Хельсинки

Католицизм в Финляндии. Католическая церковь Финляндии — часть всемирной Католической церкви.
Католическое население Финляндии — одно из самых маленьких в Европе, около 14 000 человек по данным 2015 года, то есть около 0,25 % населения страны. Число католиков при этом в последние годы быстро растёт, в 2006 году оно составляло около 9 тысяч человек, а в 1990 году — около 4 тысяч. Большинство финских католиков — эмигранты и их потомки, большая часть имеет польские корни. Половина священников страны — поляки. Среди финских католиков лишь 42 % считают финский своим родным языком, для 5 % родным является шведский, 53 % считают родным другой язык. В связи с немногочисленностью католических приходов, они объединены в одну епархию Хельсинки, которая не входит в состав какой-либо митрополии и подчиняется напрямую Святому Престолу.

## История

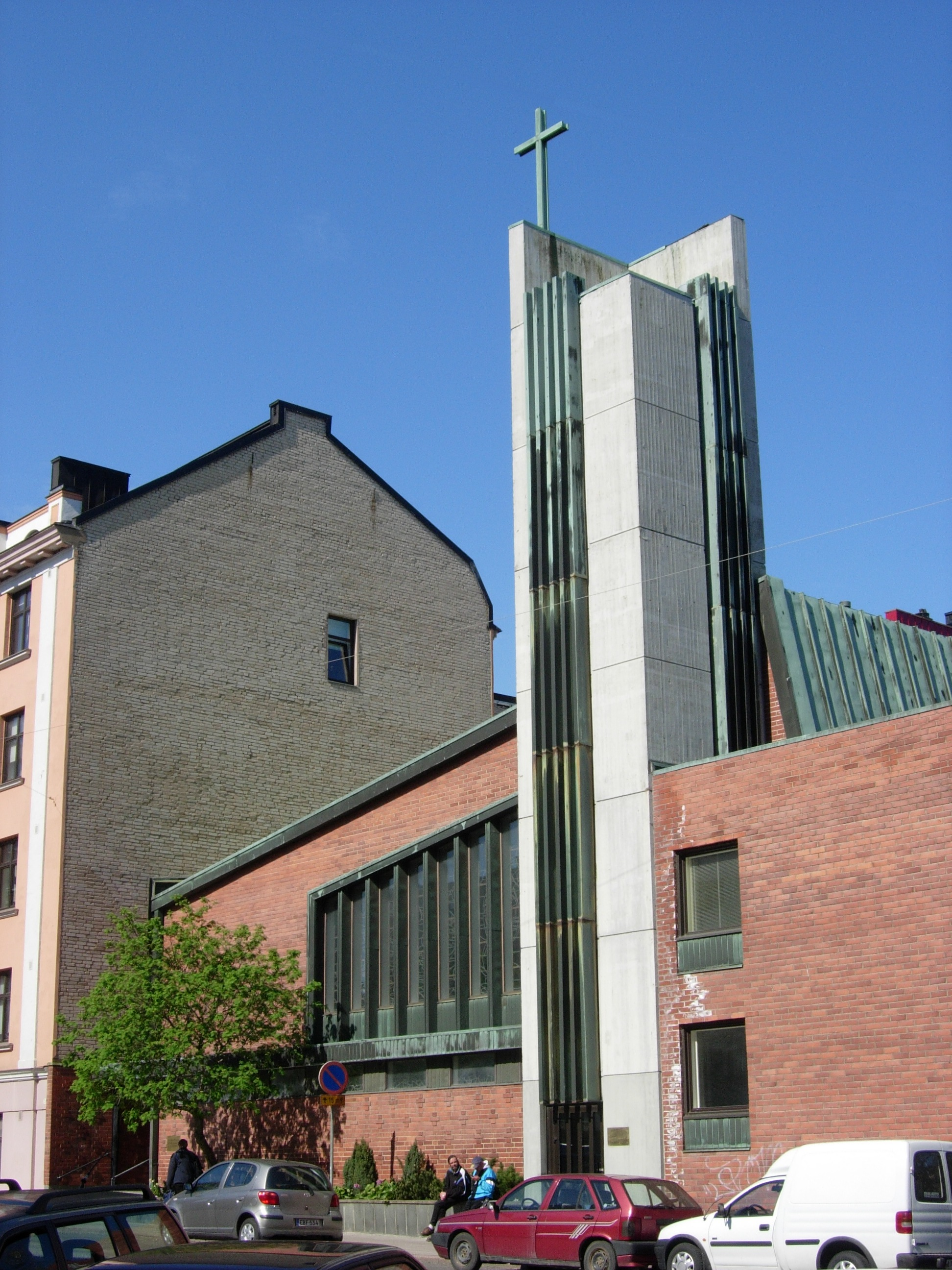
Церковь Святой Биргитты в Турку

Первые следы наличия на территории современной Финляндии христианства в его западной форме относятся к XI—XII векам. Первой католической епархией на территории современной Финляндии была епархия Або, основанная в XI веке. В XVI веке Финляндия была частью Швеции и вместе с ней приняла Реформацию, после чего католичество было полностью запрещено, а официальной церковью стала лютеранская.
В 1799 году в Выборге — столице Старой Финляндии, находившейся в составе Российской империи, был учреждён католический приход Святого Гиацинта. После установления российской власти на остальной территории Финляндии и образования Великого княжества Финляндского в ведении священников выборгского прихода оказались все католики княжества. В 1812 году в Финляндии было 2 католических прихода. В 1830 году число католиков Финляндии составляло около 3 тысяч человек. До 1860 года в Выборге служили священники доминиканского ордена из Литвы.
В 1856 году образован приход в Хельсинки, в 1860 году в Хельсинки построена католическая церковь Святого Генриха.
В 1920 году после обретения страной независимости Святой Престол учредил Апостольский викариат Финляндии. В 1926 году создан приход в Турку, годом позже — приход в Териоки. В 1942 году Финляндия установила дипломатические отношения со Святым Престолом. После перехода Выборга и Териоки к СССР эти приходы были ликвидированы, основаны приходы в Лахти и Ювяскюля.
25 февраля 1955 года апостольский викариат был преобразован в епархию прямого подчинения, после этого образовано ещё несколько католических приходов в различных городах Финляндии.

## Современное состояние

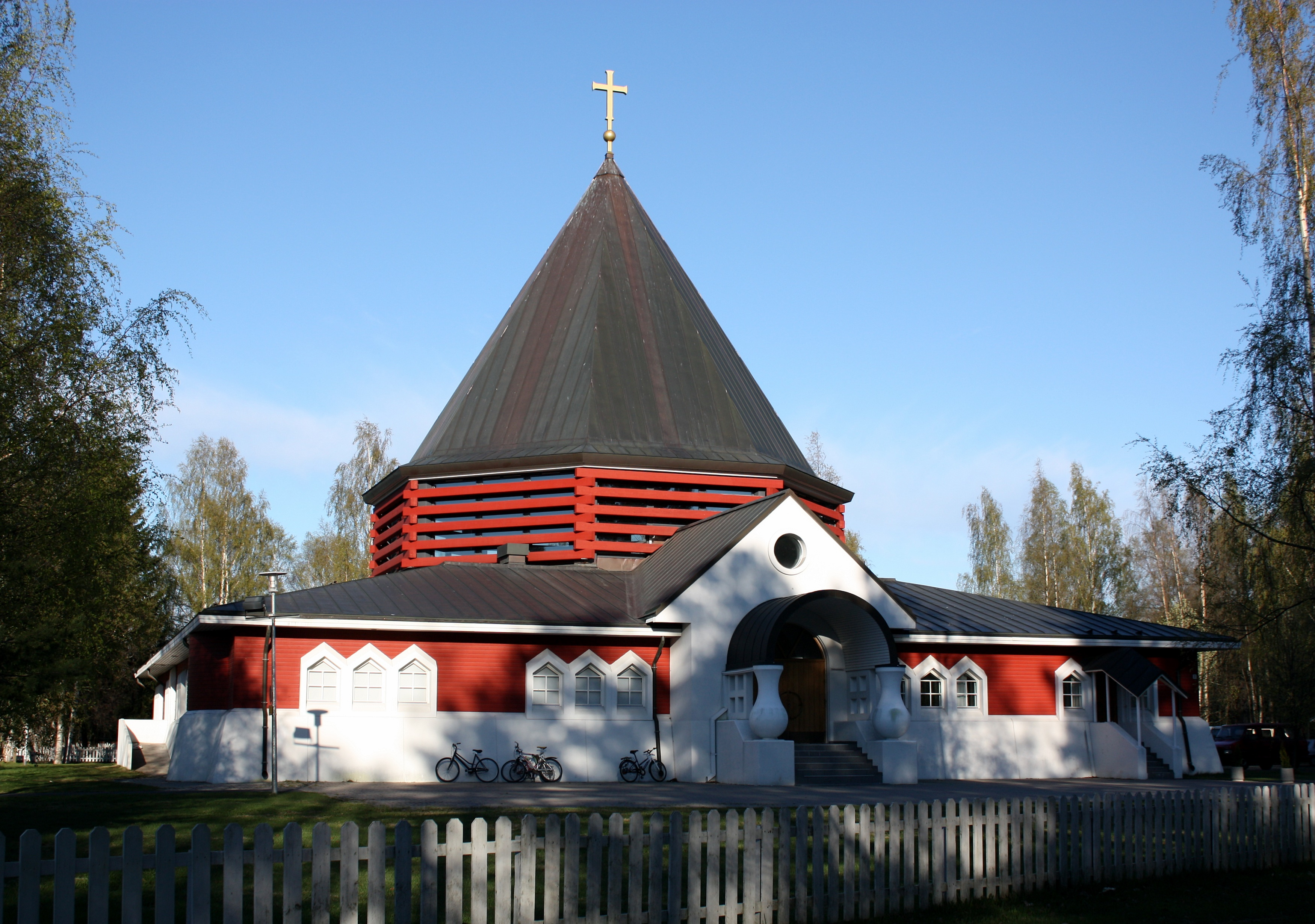
Церковь Святого Семейства в Оулу

Католическая церковь в Финляндии организационно объединена в епархию Хельсинки. По данным на 2016 год в стране насчитывалось 13 942 католиков, 26 священников, 12 монахов (из них 11 иеромонахов), 25 монахинь и 7 приходов. Епархию с 2009 года возглавляет Теэму Сиппо, который стал первым католическим епископом — этническим финном за последние 500 лет. Кафедральный собор епархии — собор Святого Генриха в Хельсинки, освящённый в честь Генриха Уппсальского, считающегося святым покровителем страны.
Католические приходы существуют в Хельсинки (2 прихода), Турку, Ювяскюля, Тампере, Коуволе, и Оулу. В связи с тем, что епископ в стране только один, в Финляндии отсутствует конференция католических епископов, ординарий хельсинкской епархии входит в состав конференции католических епископов Скандинавии, куда, кроме него, входят епископы Дании, Исландии, Норвегии и Швеции.
Женский орден бригитток имеет два монастыря в Финляндии: один — в Турку, второй — возле Лохьи. В 1988 году в Эспоо открыт Богородицкий монастырь кармелиток.
Несмотря на малочисленность католиков в стране, их роль в общественной и культурной жизни страны в последнее время повышается. Так к католической общине принадлежит бывший министр иностранных дел Финляндии Тимо Сойни.